# Diablo Cody

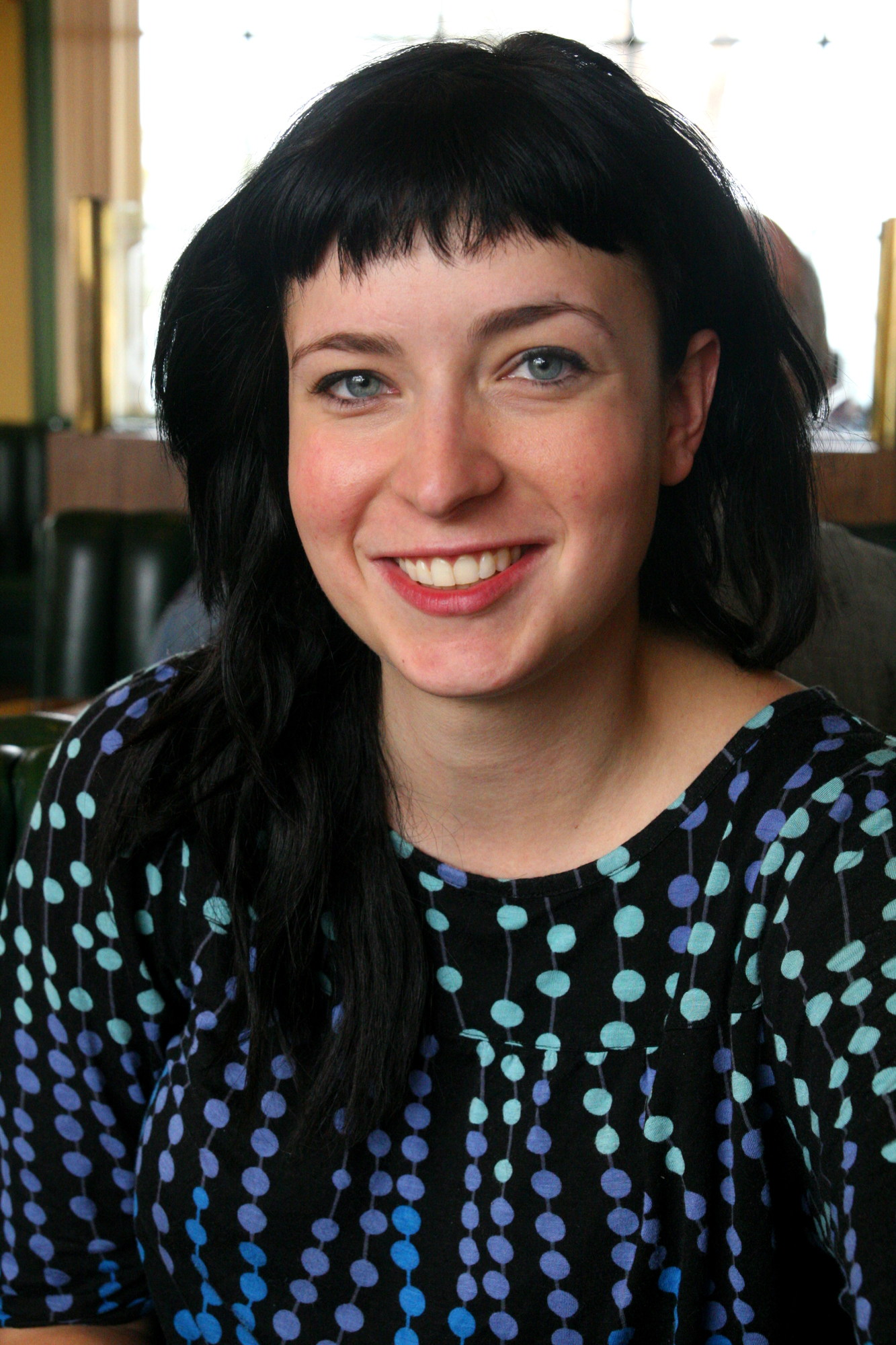
Diablo Cody

Diablo Cody, pseudonym för  Brook Busey-Maurio, född 14 juni 1978 i Chicago, Illinois, är en amerikansk filmmanusförfattare, författare och producent.
Cody skrev manus till filmen Juno och belönades för det med en Oscar 2008. 
Hon har arbetat som strippa och skrivit om det i boken Candy Girl: A Year in The Life of an Unlikely Stripper (2006).

## Filmografi i urval
- 2007 – Juno (manus)
- 2009 – Jennifer's Body (manus)
- 2009–2011 – United States of Tara (TV-serie) (manus, 36 avsnitt)
- 2011 – Young Adult (manus)
- 2013 – Paradise (regi och manus)